# باكاري ساكو
باكاري ساكو (بالفرنسية: Bakary Sako)‏ (مواليد 26 أبريل 1988 في آيفري سور سين - فرنسا) لاعب كرة قدم فرنسي يلعب حاليا لصالح نادي الدرجة الأولى سانت إتيان الفرنسي منذ 2009 في مركز الوسط المهاجم كما يجيد اللعب في مركز المهاجم.

## مسيرته الكروية
لعب باكاري ساكو خلال مسيرته الاحترافية مع 6 أندية في سبعة عشر موسمًا وسجل خلالها 64 هدفًا ضمن 350 مباراة. ولم يفز بأي موسم بالكأس أو بالدوري.
خاض باكاري ساكو مسيرته مع نادي شاتورو في موسم 2005–06 ليلعب معه أربعة مواسم، مشاركًا في 68 مباراة سجل خلالها 10 أهداف. ثم انتقل إلى نادي سانت إتيان في موسم 2009–10 ليلعب معه أربعة مواسم، حيث شارك في 106 مباراة سجل خلالها 12 هدفًا. لينتقل بعدها إلى نادي وولفرهامبتون واندررز في موسم 2012–13 واستمر معه طيلة ثلاثة مواسم، مشاركًا في 118 مباراة سجل خلالها 36 هدفًا. ثم انتقل إلى نادي كريستال بالاس في موسم 2015–16 ليلعب معه أربعة مواسم، مشاركًا في 47 مباراة سجل خلالها 5 أهداف. هذا وانتقل لاحقًا إلى نادي بافوس في موسم 2019–20 لمدة موسم واحد، مشاركًا في 6 مباريات سجل خلالها هدفًا واحدًا.

## روابط خارجية
- باكاري ساكو على موقع الاتحاد الأوربي (الإنجليزية)
- باكاري ساكو على موقع رابطة كرة القدم الفرنسية للمحترفين (الإنجليزية)
- باكاري ساكو على موقع قاعدة بيانات كرة القدم.إي يو (الإنجليزية)
- باكاري ساكو على موقع بيانات كرة القدم. دي إي (الألمانية)
- باكاري ساكو على موقع ناشيونال فوتبول تيمز (الإنجليزية)
- باكاري ساكو على موقع Soccerbase.com (لاعب) (الإنجليزية)
- باكاري ساكو على موقع Soccerway.com (الإنجليزية)
- باكاري ساكو على موقع عالم كرة القدم.نت (الإنجليزية)
- باكاري ساكو على موقع كووورة
- باكاري ساكو على موقع AS.com (الإسبانية)